# Pelvis
|  | Aquest article tracta sobre la zona inferior del tronc. Pels ossos mireu Cintura pelviana |

La pelvis és la part inferior del tronc, entre l'abdomen humà i les cuixes (de vegades també anomenada regió pelviana), juntament amb la seva estructura òssia (la cintura pelviana, de vegades també anomenada pelvis òssia o esquelet pelvià).
La regió pelviana del tronc inclou la pelvis òssia, la cavitat pelviana (l'espai tancat per la pelvis òssia), el sòl pelvià, per sota de la cavitat pelviana, i el perineu, per sota del sòl pelvià. L'esquelet pelvià està format a la zona de l'esquena, pel sacre i el còccix i anteriorment i fins al costat esquerre i dret, per un parell de coxals.
Els dos coxals connecten la columna vertebral amb les extremitats inferiors. Estan units al sacre posteriorment, connectats entre si per davant, i units amb cada fèmur amb l'articulació del maluc. L'espai tancat per la pelvis òssia, anomenada cavitat pelviana, és l'espai del tronc sota l'abdomen i està formada principalment pels òrgans reproductors i el recte, mentre que el sòl pelvià a la base de la cavitat ajuda a sostenir els òrgans de l'abdomen.
En els mamífers, la pelvis òssia té una obertura o buit al mig, significativament més gran en les femelles que en els mascles. La seva descendència passa per aquesta obertura quan neixen.

## Estructura

### Pelvis òssia
Els ossos ilíacs (coxals), el sacre i el còccix articulats entre si formen la pelvis òssia, amb referència a l'estructura òssia de la pelvis. Al contrari, cintura pelviana implica una referència morfofisiològica a la part de la pelvis que participa en l'articulació del membre inferior, és a dir els coxals. Referent a això convé recordar que la cintura pelviana té el seu homòleg en el membre superior: la cintura escapular.

### Cavitat pelviana
Topogràficament, la pelvis es divideix en dues regions: la pelvis major i la pelvis menor.
- La pelvis major, amb les seves parets eixamplades és solidària cap endavant amb la regió abdominal inferior, les fosses ilíaques i l'hipogastri. Conté part de les vísceres abdominals.
- La pelvis menor, la part més estreta de l'embut, conté la bufeta urinària, els òrgans genitals, i part terminal del tub digestiu (recte i anus).

La mesura dels diàmetres de la pelvis s'anomena pelvimetria.

### Sòl pelvià
El sòl pelvià té dues funcions intrínsecament conflictives: una és tancar les cavitats pelviana i abdominal i suportar la càrrega dels òrgans viscerals; l'altre és controlar les obertures dels òrgans recte i urogenitals que travessen el sòl pelvià i el fan més feble. Per aconseguir ambdues tasques, el sòl pelvià es compon de diverses làmines superposades de músculs i teixits connectius.

### Variació
Els humans moderns es caracteritzen en gran manera per una locomoció bípede i cervells grans. Com que la pelvis és vital tant per a la locomoció com per al part, la selecció natural ha estat condicionada per dues demandes conflictives: la necessitat d'un ampli canal de part i l'eficiència de la locomoció, un conflicte conegut com el "dilema obstètric". La pelvis femenina, o pelvis ginecoide, ha evolucionat fins a la seva amplada màxima per al part: una pelvis més ampla faria que les dones no poguessin caminar. En canvi, les pelvis masculines humanes no estan limitades per la necessitat de donar a llum i, per tant, estan més optimitzades per a la locomoció bípede.
Les principals diferències entre la pelvis masculina i femenina inclouen:
- La pelvis femenina és més gran i més ampla que la masculina, que és més alta, més estreta i més compacta.[7] La pelvis femenina és més lleugera i prima que la masculina.
- L'entrada femenina és més gran i presenta una forma ovalada, mentre que el promontori sacre masculí es projecta més (és a dir, l'entrada masculina té més forma de cor).[7]
- Els costats de la pelvis masculina convergeixen de l'entrada a la sortida, mentre que els costats de la pelvis femenina estan més amples.[8]
- L'angle entre l'os pubis inferior és agut (70 graus) en els homes, però obtús (90-100 graus) en les dones. En conseqüència, l'angle s'anomena angle subpúbic en homes i arc púbic en dones.[7] A més, els ossos que formen l'angle/arc són més còncaus en les femelles però rectes en els mascles.[9]
- La distància entre els ossos de l'isquia és petita en els mascles, cosa que fa que la sortida sigui estreta, però gran en les femelles, que tenen una sortida relativament gran. Les espines isquiàtiques i les tuberositats són més pesades i es projecten més a la cavitat pèlvica en els homes. L'osca ciàtica més gran és més ampla en les dones.[9]
- Les crestes ilíaques són més altes i més pronunciades en els mascles, fent que la falsa pelvis masculina sigui més profunda i més estreta que en les femelles.[9]
- El sacre masculí és llarg, estret, més recte i té un pronunciat promontori sacre. El sacre femení és més curt, més ample, més corbat posteriorment i té un promontori menys pronunciat.[9]
- Els acetàbuls estan més separats en les femelles que en els mascles.[9] En els mascles, l'acetàbul s'enfronta més lateralment, mentre que en les femelles s'enfronta més anteriorment. En conseqüència, quan els mascles caminen, la cama es pot moure cap endavant i cap enrere en un sol pla. En les femelles, la cama ha de girar cap endavant i cap a dins, des d'on el cap pivotant del fèmur mou la cama cap enrere en un altre pla. Aquest canvi en l'angle del cap femoral dona a la marxa de la dona la seva característica (és a dir, el balanceig dels malucs).[10]

## Desenvolupament
Cada costat de la pelvis es forma com a cartílag, que s'ossifica com a tres ossos principals que romanen separats durant la infància: lli, isqui, os pubis. En néixer tota l'articulació del maluc (la zona de l'acetàbul i la part superior del fèmur) encara està feta de cartílag (però pot haver-hi un petit tros d'os al gran trocànter del fèmur); això fa que sigui difícil detectar displàsia congènita de maluc per radiografia.
| «                             | "En termes d'anatomia comparativa, l'escàpula humana representa dos ossos que s'han fusionat; l'escàpula (dorsal) adequada i el coracoide (ventral). La línia epifisal a través de la cavitat glenoide és la línia de fusió. Són les contraparts del Ili i l'isqui de la cintura pèlvica". | » |
| — R. J. Last – Last's Anatomy | |   |

Hi ha proves preliminars que indiquen que la pelvis continua ampliant-se al llarg de la vida.

## Història

### Classificació de Caldwell-Moloy
Al llarg del segle XX es van fer mesures pelvimètriques a dones embarassades per determinar si seria possible un part natural, una pràctica avui limitada als casos en què es sospita que hi pot haver un problema concret o després d'un part per cesària. William Edgar Caldwell i Howard Carmen Moloy van estudiar col·leccions de pelvis esquelètiques i milers de radiogrames estereoscòpics i finalment van reconèixer tres tipus de pelvis femenines més el tipus masculí. Els anys 1933 i 1934 van publicar la seva tipologia, incloent-hi els noms grecs citats des d'aleshores amb freqüència en diversos manuals: Ginecoide (ginecoide, dona), antropoide (anthropos, ésser humà), platypelloide (platys, pla) i androide (aner, home).
- La pelvis ginecoide és l'anomenada pelvis femenina normal. La seva entrada és lleugerament ovalada, de major diàmetre transversal, o rodona. Les parets interiors són rectes, l'arc subpúbic ample, el sacre presenta una inclinació mitjana a cap enrere i l'osca ciàtica més gran és ben arrodonida. Com que aquest tipus és espaiós i ben proporcionat, hi ha poca o cap dificultat en el procés de part. Caldwell i els seus companys de feina van trobar pelvis ginecoides en aproximadament el 50% dels casos.
- La pelvis platel·loide té una forma transversalment ampla i aplanada, és ampla anteriorment, majors osques ciàtiques de tipus masculí, i té un sacre curt que es corba cap a dins reduint els diàmetres de la pelvis inferior. Això és similar a la pelvis raquítica on els ossos suavitzats s'eixampen lateralment a causa del pes de la part superior del cos que resulta en un diàmetre anteroposterior reduït. Parir amb aquest tipus de pelvis s'associa a problemes, com ara l'aturada transversal. Menys del 3% de les dones tenen aquest tipus de pelvis.
- La pelvis de l'androide és una pelvis femenina amb trets masculins, com ara una falca o una entrada en forma de cor causada per un sacre prominent i un segment anterior triangular. La sortida de la pelvis reduïda sovint causa problemes durant el part. El 1939 Caldwell va trobar aquest tipus en un terç de les dones blanques i en una sisena part de les dones no blanques.
- La pelvis antropoide es caracteritza per tenir una forma ovalada amb un diàmetre anteroposterior més gran. Té parets rectes, un petit arc subpúbic i grans osques sacrociàtiques. Les espines ciàtiques es col·loquen àmpliament separades i el sacre sol ser recte, donant lloc a una pelvis profunda no obstruïda. Caldwell va trobar aquest tipus en una quarta part de les dones blanques i gairebé la meitat de les dones no blanques.[15]

Tot i això, Caldwell i Moloy van complicar aquest esquema de quatre simples dividint l'entrada pèlvica en segments posterior i anterior. Van anomenar una pelvis segons el segment anterior i van col·locar un altre tipus segons el caràcter del segment posterior (és a dir, antropoide-androide) i van acabar amb no menys de 14 morfologies. Malgrat la popularitat d'aquesta classificació senzilla, la pelvis és molt més complicada que això, ja que la pelvis pot tenir diferents dimensions a diversos nivells pel que fa al canal del part.
Caldwell i Moloy també van classificar el físic de les dones segons els seus tipus de pelvis: el tipus ginecoide té espatlles petites, cintura petita i malucs amples; el tipus androide té forma quadrada per darrere; i el tipus antropoide té espatlles amples i malucs estrets. Finalment, en el seu article van descriure tots els tipus de pelvis no ginecoides o "mixtes" com a "anormals", una paraula utilitzada en l'àmbit mèdic tot i que almenys el 50% de les dones tenen aquestes pelves "anormals".
La classificació de Caldwell i Moloy es va veure influenciada per classificacions anteriors que intentaven definir la pelvis femenina ideal, tractant qualsevol desviació d'aquest ideal com a disfuncions i la causa del part obstruït. Al segle XIX els antropòlegs i altres van veure un esquema evolutiu en aquestes tipologies pèlviques, un esquema des de llavors refutat per l'arqueologia. Des de la dècada de 1950 es creu que la desnutrició és un dels principals factors que afecten la forma pèlvica al Tercer Món, tot i que hi ha almenys algun component genètic a la variació de la morfologia pèlvica. 
En l'actualitat s'avalua la idoneïtat obstètrica de la pelvis femenina per ecografia. Les dimensions del cap del fetus i del canal del part es mesuren i es comparen amb precisió, i es pot predir la viabilitat del part.